# 亚科瑞克乡
亚科瑞克乡（維吾爾語：ياكۆۋرۈك يېزىسى‎）是中华人民共和国新疆维吾尔自治区阿克苏地区乌什县下辖的一个乡镇级行政单位。

## 行政区划
亚科瑞克乡下辖以下地区：
斯代村、亚巴格村、亚克瑞科村、麻扎巴格村、拜什格热木村、皮羌村、托库扎克村、依力克其墩村、托万克喀拉霍加村和尤喀克喀拉霍加村。